# 869-es busz
A 869-es számú elővárosi autóbusz Budapest–Békásmegyer és a szentendrei Püspökmajori lakótelep között közlekedik.

## Útvonala
| Budapest, Heltai Jenő tér – Szentendre, autóbusz-állomás – Szentendre, Püspökmajori lakótelep – Szentendre, autóbusz-állomás – Budapest, Heltai Jenő tér |
| --- |
| Budapest, Heltai Jenő tér vá. – Madzsar József utca – Batthyány utca – – Szentendre, Ipar utca – – Dózsa György út – Dunakanyar körút – Szentendre, autóbusz-állomás – Dunakanyar körút – Római Sánc utca – Pomázi út – Radnóti Miklós utca – Radnóti sétány – Radnóti Miklós utca – Kálvária út – Szerb Kálvária tér – Római Sánc utca – Dunakanyar körút – Szentendre, autóbusz-állomás – Dunakanyar körút – Dózsa György út – – Ipar utca – – Budapest, Batthyány utca – Pünkösdfürdő utca – Madzsar József utca – Budapest, Heltai Jenő tér vá. |

## Megállóhelyei
| 0                                          | Budapest, Heltai Jenő tér végállomás              | 7 | 34, 134, 160, 204, 243, 296                                               |
| Budapest–Budakalász közigazgatási határa   |                                                   |   |                                                                           |
| Budakalász–Szentendre közigazgatási határa |                                                   |   |                                                                           |
| 1                                          | Szentendre, ÉMI                                   | 6 |                                                                           |
| 2                                          | Szentendre, Papírgyár                             | 5 | 872, 880, 882, 884, 889, 890, 893                                         |
| 3                                          | Szentendre, Egyetem                               | 4 | 872, 880, 882, 884, 889, 890, 893                                         |
| 4                                          | Szentendre, autóbusz-állomás vonalközi végállomás | 3 | 870, 872, 873, 874, 876, 878, 879, 880, 882, 884, 889, 890, 893, 895, 898 |
| 5                                          | Szentendre, Római kőtár                           | 2 | 870, 872, 873, 874, 876, 878, 879, 880, 882, 884, 889, 890, 893, 895, 898 |
| 6                                          | Szentendre, Kálvária tér                          | 1 | 870, 872, 873, 874, 875, 876                                              |
| 7                                          | Szentendre, Pomázi út 18.                         | ∫ | 870, 872, 873, 874, 875, 876                                              |
| 8                                          | Szentendre, Radnóti Miklós utca 8.                | ∫ | 870, 872, 873, 874, 875, 876                                              |
| 9                                          | Szentendre, Kálvária út                           | ∫ | 870, 872, 873, 874, 875, 876                                              |
| 10                                         | Szentendre, János utca                            | ∫ | 870, 872, 873, 874, 875, 876                                              |
| 11                                         | Szentendre, Püspökmajori lakótelep végállomás     | 0 | 870, 872, 873, 874, 875, 876                                              |